# بريان هال
بريان هال (بالإنجليزية: Bryan Hall)‏ هو لاعب كرة قدم أمريكية أمريكي، ولد في 12 سبتمبر 1988 في كاربوندال في الولايات المتحدة.

## وصلات خارجية
- بريان هال على موقع مرجع كرة القدم المحترفة.كوم (الإنجليزية)
- بريان هال على موقع كلية كرة القدم في سبورتس رفرنس.كوم (الإنجليزية)